# La République de Platon
Ne pas confondre avec l'ouvrage de Platon, La République.
La République de Platon est un essai du philosophe Alain Badiou écrit par référence à La République de Platon et au modèle du dialogue socratique.

## Présentation
L'ouvrage est à la fois une traduction et une réécriture de La République de Platon, dialogue socratique sur la justice et la politique. Badiou travaille à partir du texte grec et propose une œuvre hybride et actualisée. L'auteur sélectionne des passages et les réécrit, il ne prend pas l'intégralité du texte originel de Platon. Les personnages principaux sont Socrate, Glauque et Amantha (frères et sœurs), Thrasymaque le sophiste. Contrairement à ce qui se passe chez Platon, Amantha est une femme (Adimante chez le philosophe grec), et les personnages autres que Socrate font de longues tirades. Adimante, Glaucon et Thrasymaque étaient réduits chez Platon à répondre aux  tirades de Socrate par de brèves expressions.
La question de la justice, de la vérité et de la politique sont posées dans le dialogue. Badiou utilise beaucoup l'humour et les jeux de mots, ce qui apparente sa réécriture au genre de la comédie. Platon lui-même utilisait la parodie et les jeux de mots dans sa langue maternelle, le grec.

## Mise en scène au théâtre
Le dialogue a été joué au théâtre Nanterre-Amandiers du 15 novembre au 8 décembre 2013 (mise en scène de Grégoire Inglold), mais aussi au Festival d'Avignon en 2015.

## Accueil critique
Le philosophe Daniel Salvatore Schiffer qualifie l'ouvrage de « grotesque et pathétique traduction ». Badiou a sa propre lecture de La République, qui a été critiquée de façon polémique par certains journalistes.